# Walter Aichinger (Politiker, 1953)
Walter Aichinger (* 30. Juli 1953 in Wels; † 27. August 2024 ebenda) war ein österreichischer Arzt und Politiker (ÖVP). Von 2003 bis 2018 war er Abgeordneter zum Oberösterreichischen Landtag.

## Leben
Nach der Volks- und Hauptschule und dem Adalbert-Stifter-Gymnasium in Linz studierte Walter Aichinger Medizin in Innsbruck und absolvierte danach die Facharztausbildung für Pathologie (mit Zusatzfach Zytologie). Ab 1978 arbeitete er als Arzt am Allgemeinen Krankenhaus der Barmherzigen Schwestern in Wels, von 1991 bis Juli 2018 war er Primarius des Institutes für Hygiene und Mikrobiologie. Von Jänner 2008 bis Mai 2011 war er Geschäftsführer des Klinikums Wels-Grieskirchen. Er trat am 18. Mai 2011 wohl aus Protest gegen die angekündigte Spitalsreform zurück, die Einschnitte im Klinikum Wels-Grieskirchen bringen sollte.
Seine politische Laufbahn begann er im Jahr 1985 als Gemeindevorstand seiner Heimatgemeinde Krenglbach, deren Vizebürgermeister er 1991 wurde. Im gleichen Jahr wurde er zum Abgeordneten des oberösterreichischen Landtages gewählt. Von 1995 bis 2003 war er als Landesrat in der Landesregierung, zuerst als Landesrat für Umweltschutz, Frauen, Jugend und Landesanstalten und ab 1997 als Landesrat für Jugend, Zivildienst, Landesanstalten und -betriebe, Feuerpolizei und Katastrophenhilfsdienst und Bodenreform und ab 2000 auch für Bildung.
Von 2003 bis 2018 war Aichinger wieder Abgeordneter zum Oberösterreichischen Landtag. Der Gesundheitspolitiker fungierte ab 2000 als Gesundheitssprecher der ÖVP Oberösterreich. Er war Bezirksobmann der ÖVP Wels-Land, im September 2017 wurde er von Klaus Lindinger in dieser Funktion abgelöst.
Ehrenamtlich war er 15 Jahre Obmann des O. Ö. Hilfswerks. Ab 1998 war Aichinger Vizepräsident des Landesverbandes Oberösterreich vom Roten Kreuz, wo er am 16. November 2011 die Nachfolge von Leo Pallwein-Prettner als Präsident antrat. Im Oktober 2024 wurde Gottfried Hirz als Nachfolger von Aichinger zum oberösterreichischen Rot-Kreuz-Präsidenten gewählt und im März 2025 auch zum Vorsitzenden des Freiwilligenrates. Er war Ehrenmitglied der katholischen Studentenverbindung KÖStV Severina Linz im ÖCV.

## Auszeichnungen
- 1988: Konsulent der OÖ Landesregierung für Umweltschutz
- 2019: Großes Ehrenzeichen des Landes Oberösterreich[7]